# 北垣国道
北垣 国道（きたがき くにみち、1836年9月17日（天保7年8月7日） - 1916年（大正5年）1月16日）は、幕末期の志士、明治時代の官僚、政治家。幼名は捨蔵。通称は晋太郎。号は静屋。
高知県令（第4代）、徳島県令（第7・8代）、京都府知事（第3代）、北海道庁長官（第4代）、貴族院議員（勅選）、枢密顧問官を歴任した。

## 略歴
- 1836年 - 但馬国養父郡能座村（現・兵庫県養父市）に生まれる
- 1841年 - 池田草庵の私塾「青谿書院」で学ぶ
- 1863年 - 公卿澤宣嘉を主将とし、河上弥市、平野国臣らと生野銀山にて挙兵（生野の変）するも敗れ、進藤俊三郎（原六郎）らと因幡（鳥取藩）、ついで京、江戸（桶町千葉道場→赤坂桧町の長州藩邸）を経由し長州へ潜伏。間諜と間違えられ首を切られそうになるが、森寛斎の取り成しによって命を救われ、のちに松田道之の推挙で鳥取藩に仕官する
- 1868年1月 -戊辰戦争に際し、山陰道鎮撫使の西園寺公望に供奉、8月に北越戦争に参戦
- 1869年 - 弾正台の大巡察となる
- 1871年 - 開拓使七等出仕
- 1875年 - 元老院少書記官
- 1879年 - 高知県県令に就任
- 1880年 - 徳島県県令を兼任
- 1881年 - 京都府知事に就任（- 1892年）
- 1883年 - 明治16年10月2日 - 宮内大書記官を兼任[1]
- 1890年 - 琵琶湖疏水を完成させる
- 1892年 - 北海道庁長官に就任（- 1896年）
- 1896年 - 拓殖務次官に就任（- 1897年）。維新の功により男爵位を叙爵（6月5日）[2]。
- 1899年
  - 8月14日 - 錦鶏間祗候[3]
  - 8月22日 - 貴族院勅選議員[4]（- 1912年5月15日[5]）。男爵の互選ではない。
- 1912年 - 枢密顧問官に就任
- 1916年 - 京都で死去

## 栄典
位階
- 1886年（明治19年）10月28日 - 従四位[6]
- 1897年（明治30年）10月11日 - 正三位[7]
- 1916年（大正5年）1月16日 - 正二位[8]

勲章等
- 1882年（明治15年）12月29日 -  勲四等旭日小綬章[9]
- 1888年（明治21年）5月29日 - 勲三等旭日中綬章[10]
- 1889年（明治22年）11月25日 - 大日本帝国憲法発布記念章[11]
- 1895年（明治28年）6月21日 - 勲二等瑞宝章[12]
- 1905年（明治38年）1月20日 - 御紋付御杯[13]
- 1906年（明治39年）4月1日 - 勲一等瑞宝章[14]
- 1915年（大正4年）
  - 4月20日 - 御紋付銀杯[15]
  - 11月10日 -  大礼記念章[16]
- 1916年（大正5年）1月16日 -  旭日大綬章[8]

## 功績と評価

### 高知県令
高知県からの阿波国分離問題に取り組み、高知市の上町町会規則改正に伴う女性参政権の議論に関わる。

### 琵琶湖疏水

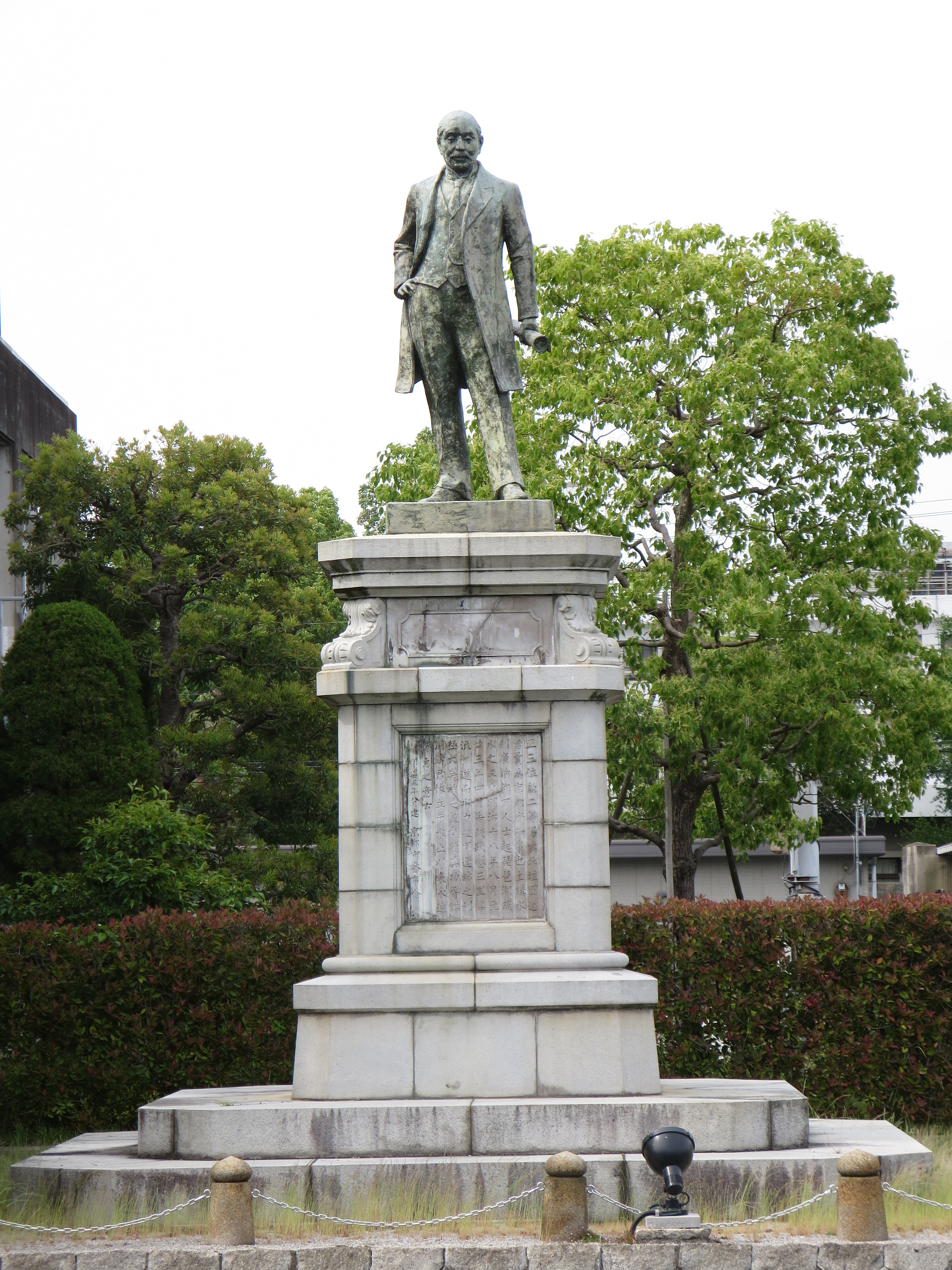
北垣国道像。京都市左京区聖護院の琵琶湖疏水のほとり

北垣が京都府知事に着任した頃の京都の街は、東京奠都などにより東京や大阪などへの人口流出、産業衰退により、都市としての活力が失われつつあった。北垣は、京都の勧業政策として琵琶湖から京都までの疏水建設によって、灌漑、上水道、水運、水車の動力を目的とした琵琶湖疏水を計画した。
疏水の設計は工部大学校（後の東京大学工学部）を卒業した京都府技師の田辺朔郎が進め、4年8ヶ月の大工事で完成させた。工期途中で視察のためアメリカ合衆国を訪れた田辺は、当初の計画になかった水力発電を取り入れ、日本初の営業用水力発電所となる蹴上発電所を建設し、1895年には京都・伏見間で日本初となる路面電車（京都電気鉄道）の営業運転が始まることとなった。
琵琶湖疏水建設は、国や京都府の財政支出のみならず、市債や寄付金などのほか、市民に対しての目的税をも財源とし、府民と一体となって取り組んだ。さらに、京都商工会議所などの創設などに尽力し、近代産業都市としての京都建設に大いに貢献した。
田辺と二人三脚で挑んだ琵琶湖疏水工事の物語が大阪書籍の小学校社会科教科書に掲載されていた。現在の京都の政財界において、歴代京都府知事の中で北垣を高く評価する人々が多い。

### 第三高等中学校関連
当時大阪市にあった第三高等中学校が京都市内の吉田山に移ったが、その際の新しい校舎の開校式に京都府知事として出席した。この学校は、1894年に第三高等学校と改称した。吉田山の第三高等学校は、現在の京都大学にあたる。

### 剣術の振興

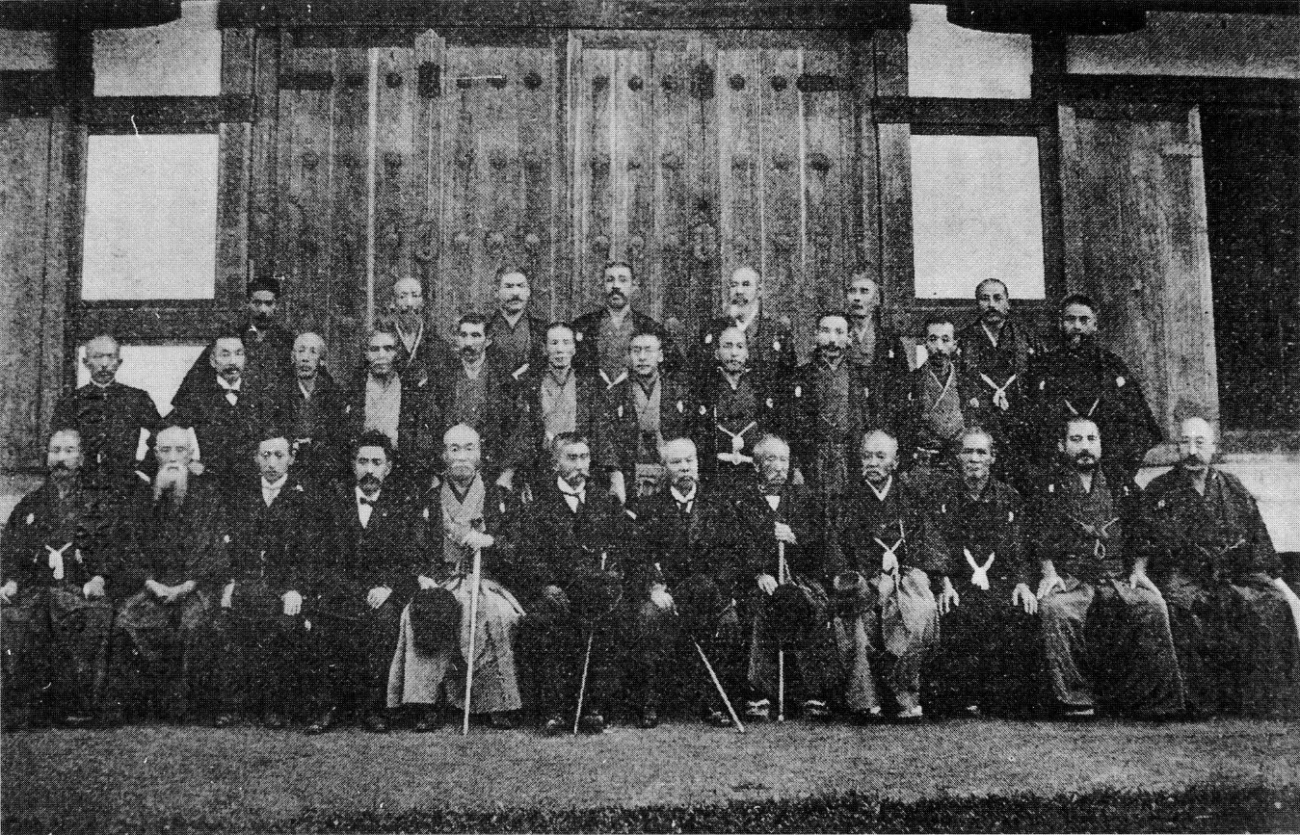
大日本帝国剣道形制定時の写真（1912年）。前列左から5人目北垣国道

前任の京都府知事槇村正直は府令をもって剣術を禁止したが、北垣は知事に就任するや椹木町に「体育場」と称する大道場を設立して剣術を奨励した。1895年（明治28年）、京都に大日本武徳会が設立され、北垣は大日本武徳会の役員を務めた。
高野佐三郎は北垣国道の剣術について、「北垣（国道）男爵は山岡流であるが、実に柔らかでした。あれが本当の山岡流です。一般のゴチゝしたのが山岡流とは言えません」と称えている。

### 北海道庁長官時代
- 1892年（明治25年）、もともと港湾部が浅かった上に土砂の堆積が重なって大型船の接岸が不可能になっていた函館港の改修についての要望書『函館港湾浚渫修築并ニ船渠設置意見上申書』の提出を受け、港内の浚渫や砂防堤・防波堤・灯台の設置、埋立てによる埠頭の建設などの改良工事を指示した。1898年（明治31年）竣工。
- 北海道庁長官時代の1894年（明治27年）3月、北海道の拓殖と防備を兼ねて北海道官設鉄道を計画。女婿となっていた田辺を招聘し、建設のための調査を依頼した。田辺は上川線（現函館本線の一部）の空知太（現滝川市）〜旭川市間を手始めに、のちの宗谷本線、根室本線の一部となる区間の調査と建設指揮にあたった。

## 著書
- 『鉄道問答』北垣国道、1889年4月。NDLJP:805413。
- 『京鶴鉄道問答』中西松香堂、1892年8月。NDLJP:805158。
- 塵海研究会編 編『北垣国道日記「塵海」』思文閣出版、2010年2月。ISBN 9784784214990。
  - 北垣は1881年（明治14年）から1901年（明治34年）にいたるまでの日記「塵海」を残しており、2010年（平成22年）に活字化された。北垣の身辺のみならず明治期の政局や地方経営、近代京都の歴史を理解するうえで貴重な一次史料となっている。

## 家族
妻のタネは子爵河田春雄の養叔母。長男の確は同志社英学校から慶応中学に転校し、京都市立工芸美術学校を出て日本画家となり、北垣静處と号す。大礼使典儀官も務めた。その長男の北垣晋一も静林と号した画家。
次男の守は京都府京都商業学校卒業後、近衛歩兵第一連隊第5中隊に入隊、除隊後、見習士官教育訓練を受けたが、小樽銀行の行員となり、農商務省在外研修員として外遊後、陸軍副隊長として日露戦争に出陣したのち、33歳でロンドンに留学して語学学校に通い、父親の没後、1917年に目黒に児童教養研究所を設立。その妻シマは北海道銀行頭取・添田弼の長女。
三男の旭は1905年にアナポリスの海軍兵学校 (アメリカ合衆国)に入学、海軍軍人から漁業会社社長となり、四男の元は札幌農学校で学び一時、守の研究所を手伝った。長女は田辺朔郎に嫁ぎ、三女(養女)は下村孝太郎に嫁いだ。